# Telegraph Hill (San Francisco)

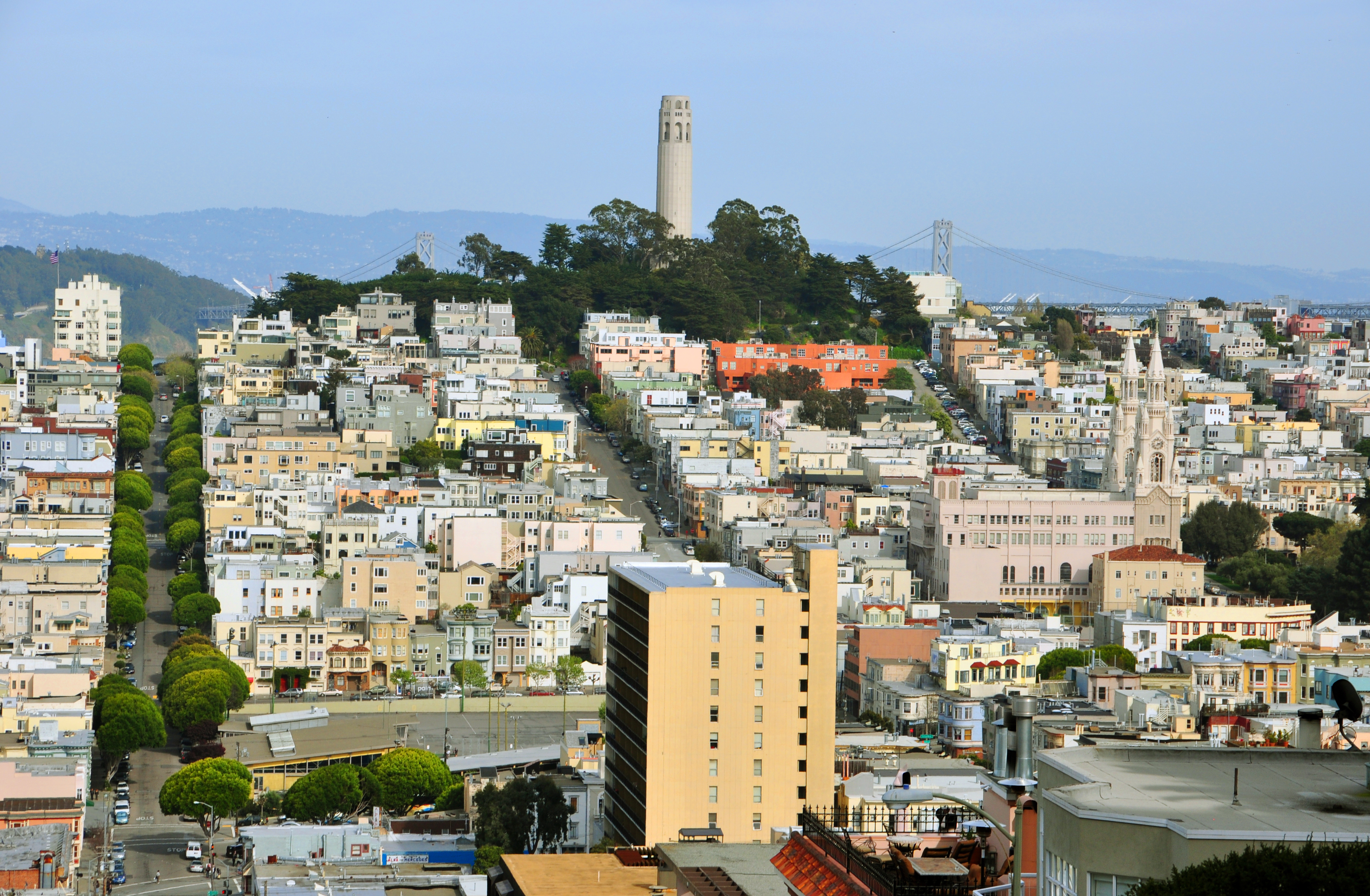
Telgraph Hill met de Coit Tower vanaf de Lombard Street

Telegraph Hill is een heuvel en een wijk in San Francisco, Californië. De 83 meter hoge heuvel is een van de vierenveertig heuvels van de stad.

## Geschiedenis
In de Spaanse tijd heette de heuvel Loma Alta ("Hoge Heuvel"), later stond hij bekend als Goat Hill. De heuvel was de vestigingsplaats van veelal Ierse immigranten. Van 1825 tot 1847 werd het gebied tussen Sansome en Battery, Broadway en Vallejo Street gebruikt als begraafplaats voor buitenlandse niet-katholieken.
De heuvel dankt zijn huidige naam aan een semafoor, een windmolen-achtige structuur opgericht in september 1849, om signalen uit te zenden naar de rest van de stad over de aard van de schepen die de Golden Gate binnenvoeren. De structuur bestond uit een paal met twee armen die in verschillende standen konden worden gezet, die elk een specifieke betekenis hadden: stoomboot, zeilboot, enz. De informatie werd gebruikt door waarnemers, die werkten voor de financiers, kooplieden, groothandelaren en speculanten. Zij konden op deze manier vaststellen wat voor soort vracht er aan wal zou komen. Op 18 oktober 1850 werd het schip de Oregon gesignaleerd vanaf de heuvel toen het door de Golden Gate voer met het nieuws van de toetreding van Californië als staat van de Verenigde Staten.
In de jaren twintig van de twintigste eeuw werden Telegraph Hill en North Beach de woonplaats van dichters en Bohemiens die droomden van een soort Greenwich Village aan de westkust.

## Bezienswaardigheden
Telegraph Hill is voornamelijk een woonwijk. De wijk is veel rustiger dan het aangrenzende North Beach met zijn bruisende cafés en nachtleven. Afgezien van de Coit Tower, staat Telegraph Hill vooral bekend om zijn steile straten en tuinen.

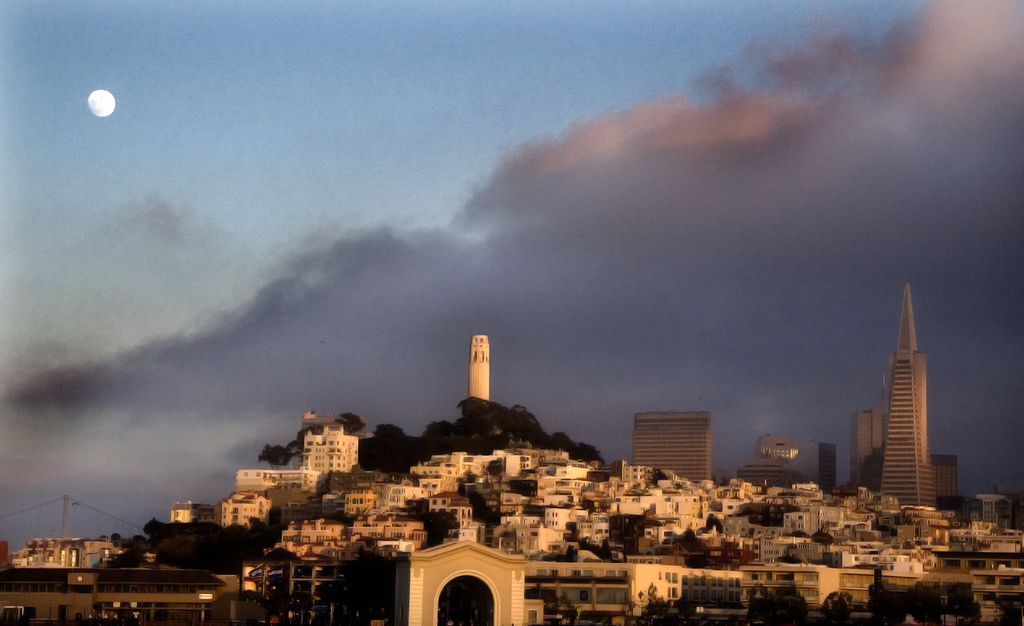
Telegraph Hill vanaf een boot in de Baai van San Francisco.
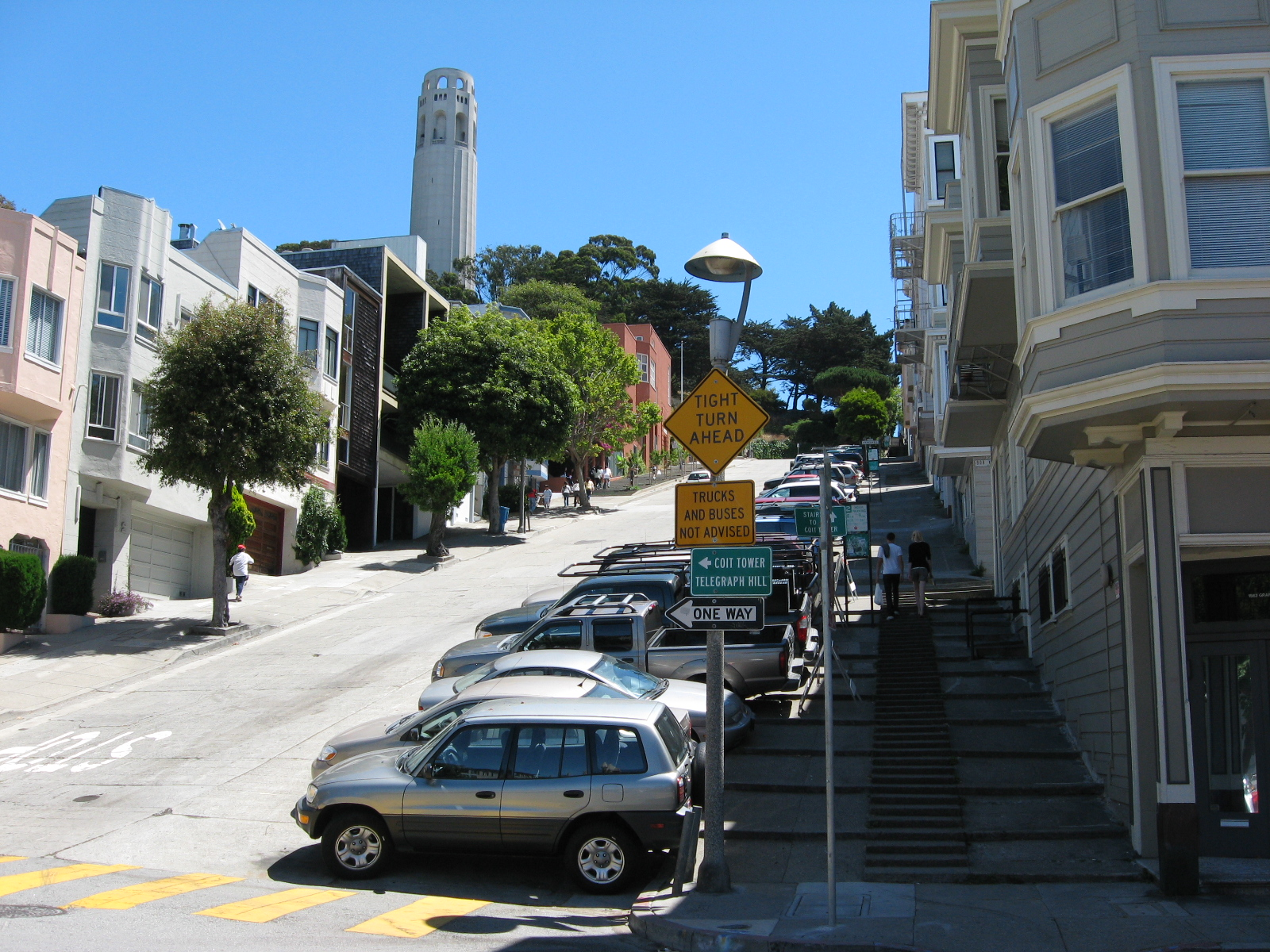
Filbert Street
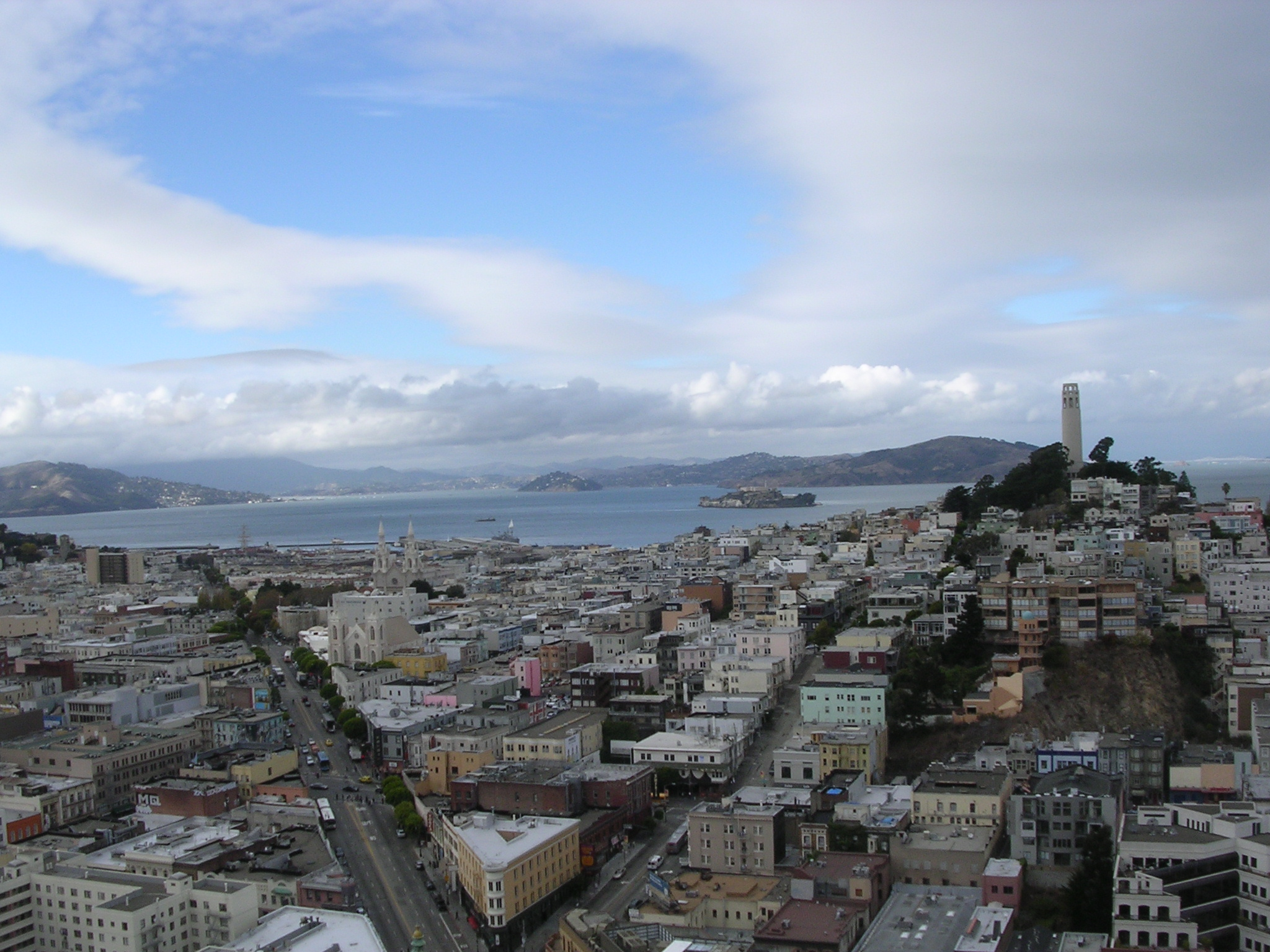
Telegraph Hill vanuit de Transamerica Pyramid